# Еміль Ґіме

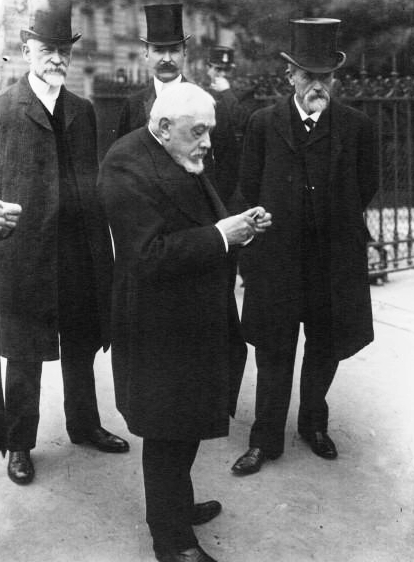
Еміль Ґіме (1910)

Емі́ль Етьє́н Ґіме́ (фр. Émile Étienne Guimet; 26 червня 1836, Ліон — 12 жовтня 1918, Флер'є-сюр-Сон) — ліонський промисловець і мистецтвознавець. Здійснив численні подорожі на Далекий Схід, звідки привіз велику колекцію творів мистецтва й різноманітних артефактів від Афганістану до Японії з особливим акцентом на Китай, Індію та Японію. Еміля Ґіме вважають одним із найвпливовіших дослідників історії мистецтва Азії (і зокрема Японії) XIX століття.

## Біографія
Ґіме походив із заможної та впливової французької промислової родини. Його батько Жан-Батіст Ґіме (1795—1871) був хіміком і винахідником. Він був президентом фірми Henry Merle et Compagnie у Флер'є-сюр-Сон поблизу Ліона, Ця фабрика виробляла синтетичний ультрамарин, за технологією розробленою Ґіме. Згодом фабрика стала частиною промислової групи Pechiney. Еміль Ґіме також вивчав хімію, розраховуючи з часом перейняти справу свого батька, проте більше цікавився вивченням мистецтва та подорожами. 1860 року, на 65-ий День народження батька, він офіційно взяв на себе управління фірмою, але батько продовжував працювати аж до своєї смерті в 1871 році, щоб уможливити для сина проведення тривалих експедицій.
Еміль Ґіме також був музично обдарованим. Він написав кілька музичних творів та оперу «Тай-Цунг», в основі якої лежить життя Тан Тайчжуна (Лі Шиміня).
У Еміля Ґіме був син Жан Ґіме (1880—1920).

## Подорожі
Під час подорожі до Єгипту 1865 року, яку Еміль Ґіме описав у своїй книзі «Croquis égyptiens: journal d'un touriste», опублікованій 1867 року, він відкрив для себе археологію, історію цивілізації та релігії та почав збирати предмети мистецтва. Спочатку Ґіме зосередився на релігієзнавстві. Водночас він брав участь у наукових зустрічах та приєднався до Товариства японських досліджень Леона де Росні. Після того, як Філіп Франц фон Зібольд своєю дослідницькою роботою в Японії відкрив шлях для європейських дослідників історії і культури, Ґіме також вирішив вирушити в експедицію з вивчення релігій Далекого Сходу, яка мала завершитися відвідуванням важливих релігійних пам'яток Японії.
Ґіме вдалося отримати дипломатичний паспорт від уряду Франції та офіційний контракт на дослідження від міністра освіти. У подорож він вирушив з великим почтом. Його співвітчизник, художник Фелікс Реґаме (1844—1907), супроводжував його для ілюстрації подій експедиції; його також супроводжувала велика група носіїв, помічників, перекладачів та урядовців. Ґіме навіть вирішив взяти з собою особистого шеф-кухаря, коли прочитав про досвід Чернускі з японською кухнею. Маршрут переважно йшов за слідами Анрі Чернусі та Теодора Дюре. Ґіме відвідав усі найважливіші релігійні місця Японії та зібрав численні свідчення про японський буддизм.
1878 року Ґіме презентував частину своєї колекції на Паризькій Всесвітній виставці та опублікував книжку «Японські прогулянки». 1900 року він був обраний віцепрезидентом Французько-японського товариства в Парижі.

## Музей
1879 року Ґіме заснував у Ліоні музей, що містив лише колекцію японського та китайського релігійного мистецтва, проте музей не мав великого успіху, хоча проіснував до 2007 року. 1885 року Гіме заповів французькій державі найкоштовніші експонати своїх колекцій. 1889 року на основі колекції Ґіме в Парижі засновано Національний музей азійських мистецтв, який зараз офіційно називається Музей Ґіме. На сьогодні музей містить понад 50 000 витворів мистецтва з 17 країн Азії. Поряд з музеєм розташована Галерея Буддійського пантеону Японії та Китаю, де можна побачити буддійські малюнки та скульптури, які Ґіме привіз до Франції в 1876 році. У 2017 році на його честь було засновано Премію Еміля Гіме за азійську літературу.

## Праці
- 1867: Croquis égyptiens: journal d'un touriste.
- 1868: Huit jours aux Indes.
- 1873: Arabes et Kabyles, pasteurs et agriculteurs. (араби і кабіли)
- 1876: Bonjour Kanagawa. Mit Illustrationen von Félix Régamey.
- 1877: Rapport du Ministre de l'instruction publique et des beaux-arts sur la mission scientifique de M. Guimet dans l'Extrème Orient.
- 1877: Lettres sur l'Algerie.
- 1880: Promenades japonaises: Tokio — Nikko.
- 1894: Tai-Tsoung. (опера)